# Neivamyrmex clavifemur
Neivamyrmex clavifemur är en myrart som beskrevs av Borgmeier 1953. Neivamyrmex clavifemur ingår i släktet Neivamyrmex och familjen myror. Inga underarter finns listade i Catalogue of Life.